# 坎雷东多
坎雷东多，是西班牙卡斯蒂利亚-拉曼恰瓜达拉哈拉省的一个市镇。总面积64平方公里，总人口84人（2001年），人口密度1人/平方公里。